# Carlos Reyles (Uruguay)
Carlos Reyles ist eine Ortschaft im Zentrum Uruguays. Sie wurde 1938 benannt nach dem uruguayischen Erzähler, Essayisten und Agrarpolitiker Carlos Reyles (1868–1938) und seinem gleichnamigen Vater, einem Großgrundbesitzer, der sie Ende des 19. Jahrhunderts gegründet hatte.

## Geographie
Sie befindet sich auf dem Gebiet des Departamento Durazno in dessen Sektor 12. Sie liegt dabei etwa auf halber Wegstrecke zwischen der südlich gelegenen Departamento-Hauptstadt Durazno und Centenario im Norden. Mit diesen Städten ist sie über die durch den Ort führende Ruta 5 verbunden. Das Gebiet südlich von Carlos Reyles wird als Cuchilla del Rincón bezeichnet, während nordwestlich die Cuchilla Quinteros liegt. Im Ortsgebiet entspringen der Arroyo de los Molles und der Arroyo de Caballero.

## Geschichte
Am 16. August 1939 wurde Carlos Reyles durch das Gesetz Nr. 9.860 der Status "Pueblo" zuerkannt.

## Einwohner
Der Ort hatte bei der Volkszählung im Jahr 2011 976 Einwohner, davon 486 männliche und 490 weibliche.
| Jahr | Einwohner |
| ---- | --------- |
| 1963 | 928       |
| 1975 | 938       |
| 1985 | 976       |
| 1996 | 1.089     |
| 2004 | 1.039     |
| 2011 | 976       |

Quelle: Instituto Nacional de Estadística de Uruguay